# Stanisław Falkiewicz
Stanisław Falkiewicz (ur. 29 maja 1889 w Gródku, zm. 1 czerwca 1970 w Warszawie) – kapitan piechoty Wojska Polskiego, kawaler Orderu Virtuti Militari, pisarz i publicysta wojskowy.

## Życiorys
Urodził się w Gródku, ówczesnym mieście powiatowym Królestwa Galicji i Lodomerii, w rodzinie Antoniego i Antoniny z Tarasowiczów. Był starszym bratem Tadeusza (1897–1981).
W 1907 ukończył gimnazjum we Lwowie, a w 1912 studia na Wydziale Filozoficznym Uniwersytetu Franciszkańskiego we Lwowie. W 1909 został członkiem Związku Walki Czynnej i Związku Strzeleckiego. Po ukończeniu studiów podjął pracę nauczyciela.
Na początku sierpnia 1914 wstąpił do Legionów Polskich. Służył w 1 pułku piechoty . 31 lipca 1915 w czasie bitwy pod Jastkowem został ranny . Był wówczas sierżantem. Leczył się w Szpitalu Fortecznym nr 9 w Krakowie. 11 stycznia 1916 został odnotowany w zakładzie leczniczym w Pieszczanach . W tym samym roku został przydzielony do Biura Prasowego Departamentu Wojskowego Naczelnego Komitetu Narodowego. Latem 1917, po kryzysie przysięgowym, wstąpił do Polskiej Organizacji Wojskowej w Warszawie. W latach 1918–1919 pracował w szkolnictwie cywilnym.
W lipcu 1920 został powołany do służby w Wojsku Polskim i przydzielony do Oddziału III Sztabu Ministerstwa Spraw Wojskowych na stanowisko referenta. Później został przeniesiony do Wojskowego Instytutu Naukowo-Wydawniczego w Warszawie. Od 1921 pełnił funkcję zastępcy redaktora „Żołnierza Polskiego”. 31 marca 1924 został mianowany kapitanem ze starszeństwem z dniem 1 lipca 1923 i 2. lokatą w korpusie oficerów administracji, dział naukowo-oświatowy. W sierpniu 1925 został przeniesiony do Dowództwa Korpusu Ochrony Pogranicza w Warszawie na stanowisko referenta oświatowego. W maju 1927 został przeniesiony z KOP z równoczesnym przydziałem do WINW na stanowisko redaktora „Żołnierza Polskiego”. Redakcją kierował do września 1932, kiedy to został przydzielony do Prezydium Rady Ministrów. W marcu 1934 został przeniesiony do korpusu oficerów piechoty z pozostawieniem na dotychczasowym stanowisku w WINW. Z dniem 31 sierpnia 1935 został przeniesiony w stan spoczynku. Po zakończeniu służby wojskowej został sekretarzem Głównej Rady Programowej Polskiego Radia. W 1939 został zmobilizowany. Dostał się do niemieckiej niewoli. Przebywał w Oflagu II C Woldenberg .
2 marca 1919 zawarł związek małżeński z Laurą Konopnicką (zm. 1940), z którą miał córkę Marię (1922–1999) ps. „Gerhard”, „Gerard”, sanitariuszkę, łączniczkę i intendentkę awansowaną na stopień starszego sierżanta Armii Krajowej.
Zmarł 1 czerwca 1970. Pochowany na cmentarzu Wojskowym na Powązkach (kwatera A29-1-12).

## Ordery i odznaczenia
- Krzyż Srebrny Orderu Wojskowego Virtuti Militari nr 7195
- Krzyż Niepodległości (12 marca 1931)[20][21]
- Krzyż Kawalerski Orderu Odrodzenia Polski (10 listopada 1938)[22][23]
- Krzyż Walecznych[24]
- Srebrny Krzyż Zasługi (2 września 1929)[25][24]
- Medal Pamiątkowy za Wojnę 1918–1921[1]
- Medal Dziesięciolecia Odzyskanej Niepodległości[1]
- Odznaka „Za wierną służbę”[3]